# EES-medborgare
En EES-medborgare är inom unionsrätten en medborgare i något av de länder som omfattas av EES-avtalet, det vill säga antingen en unionsmedborgare eller en medborgare i Island, Liechtenstein eller Norge. Till skillnad från unionsmedborgarskapet existerar det dock inte något egentligt EES-medborgarskap, varken enligt EES-avtalet eller unionsrätten, utan begreppet är endast ett samlande namn för de medborgare som omfattas av EES-avtalets bestämmelser om den fria rörligheten för personer. Begreppet förekommer bland annat i nationell rätt, till exempel i den svenska utlänningslagen, för detta ändamål. I den finländska utlänningslagen används istället begreppet ”unionsmedborgare och därmed jämförbara personer”, vilket dock även innefattar schweiziska medborgare.
EES-medborgare som inte är unionsmedborgare åtnjuter genom EES-avtalet fri rörlighet på samma villkor som unionsmedborgare. Däremot saknar de i regel de demokratiska rättigheter som unionsmedborgare åtnjuter inom unionen. Schweiziska medborgare är inte EES-medborgare, men åtnjuter liknande rättigheter genom ett bilateralt avtal mellan unionen och Schweiz.